# هاري رودس
هاري رودس (بالإنجليزية: Hari Rhodes)‏ هو ضابط وممثل أمريكي، ولد في 10 أبريل 1932 بسينسيناتي في الولايات المتحدة، وتوفي في 15 يناير 1992 في الولايات المتحدة بسبب نوبة قلبية.

## أعمال

### مسلسلات
- ديناستي

## وصلات خارجية
- هاري رودس على موقع IMDb (الإنجليزية)
- هاري رودس على موقع ألو سيني (الفرنسية)
- هاري رودس على موقع أول موفي (الإنجليزية)
- هاري رودس على موقع قاعدة بيانات الأفلام السويدية (السويدية)
- هاري رودس على موقع قاعدة بيانات الفيلم (الإنجليزية)
- هاري رودس على موقع كينوبويسك (الروسية)